# Lenguazaque (kommun)
Lenguazaque är en kommun i Colombia.   Den ligger i departementet Cundinamarca, i den centrala delen av landet, 90 km nordost om huvudstaden Bogotá. Antalet invånare är 9 769.